# Théâtre d'art de Moscou

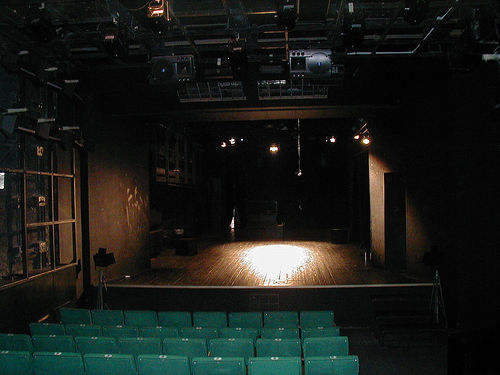
La scène de l'école du théâtre d'Art de Moscou

Le théâtre d’art académique de Moscou Maxime Gorki (en russe : Московский Художественный академический театр имени М. Горького), surnommé MKhAT (ses initiales), est une compagnie de théâtre moscovite, fondée en 1898 (son inauguration a lieu le 14 octobre) par Constantin Stanislavski et Vladimir Nemirovitch-Dantchenko, et située à l'angle de la rue Tverskaïa, à quelques centaines de mètres seulement de la place Rouge. Son titre initial devait être Théâtre d’art accessible à tous. Il entendait défendre un théâtre naturaliste, loin des excès mélodramatiques de la scène russe et européenne de l’époque.
Le théâtre prend un nouveau départ en 1987, sous la direction de Tatiana Doronina, après la séparation de la troupe et la formation du théâtre d'art Anton Tchekhov. Le théâtre d'art Maxime Gorki se définit comme successeur des valeurs du MKhAT de Stanislavski et Nemirovitch-Dantchenko, dans sa charte approuvée par l'Agence fédérale pour la culture et la cinématographie de la fédération de Russie.

## Historique

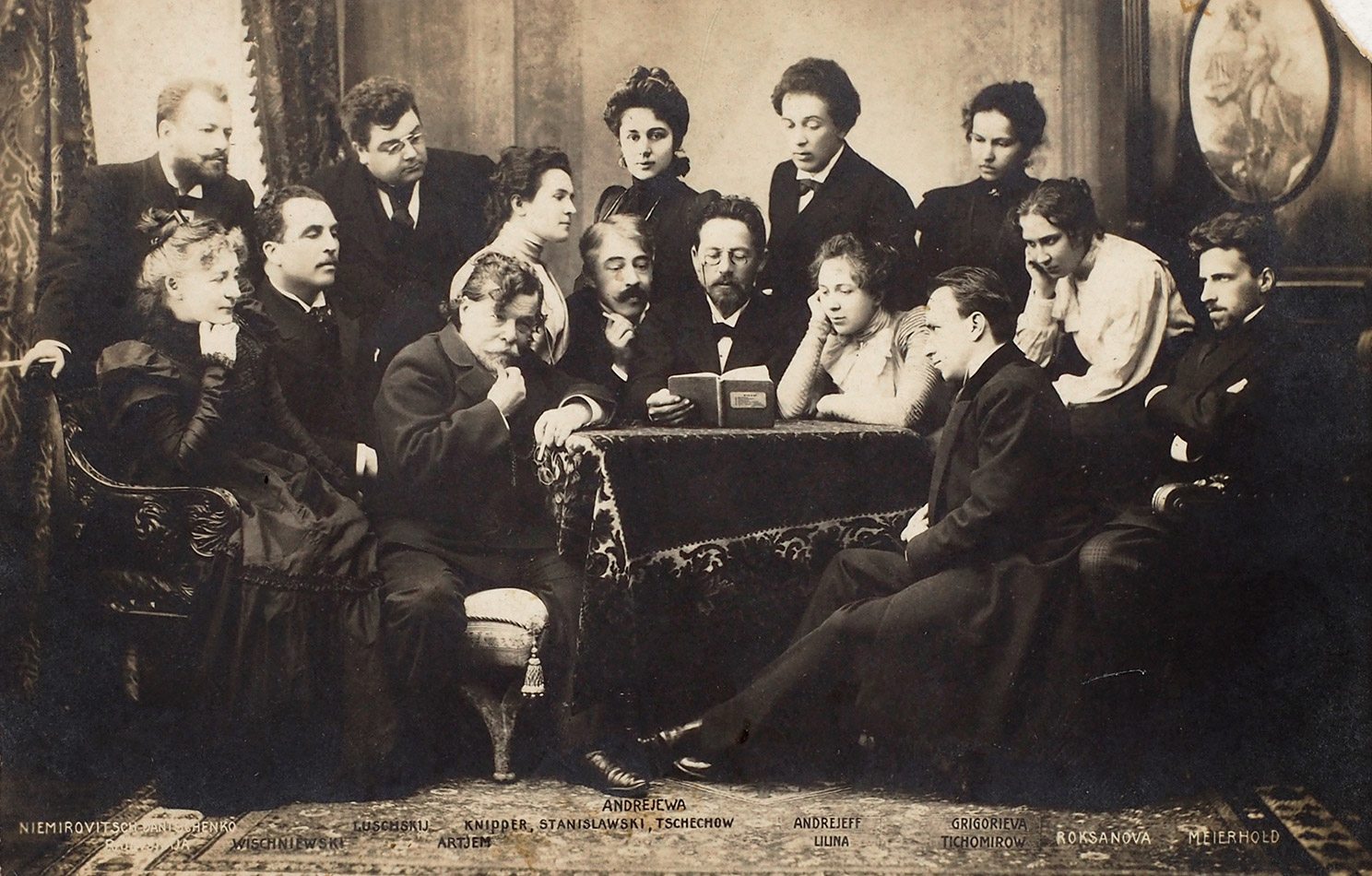
Photographie d'Anton Tchekhov lisant sa pièce La Mouette à la troupe du Théâtre d'art de Moscou.

Il rencontra le succès dès 1898 en reprenant La Mouette de Tchekhov et en lui assurant un triomphe immédiat, alors qu’elle avait connu un four retentissant lors de sa création à Saint-Pétersbourg en 1896. Dès lors, Tchekhov devint l’auteur fétiche du Théâtre d’art, qui créa ses trois autres grandes pièces suivantes : Oncle Vania, Les Trois Sœurs et La Cerisaie interprétées par sa future épouse Olga Knipper. Cette collaboration avec Tchékhov ne se passa pas toujours sans heurts. À la mise en scène, Stanislavski, pourtant peu suspect de goût pour la surcharge, en faisait toujours trop pour le pointilleux Tchekhov. « Écoutez, déclara ce dernier un soir de répétition, je vais écrire une nouvelle pièce qui commencera ainsi : “ Qu’il fait beau, qu’il fait doux ! On n’entend ni oiseau, ni chien, ni coucou, ni hibou, ni rossignol, ni grelot, ni horloge, ni même un seul grillon ! » Pendant la période soviétique, le théâtre d’art de Moscou reçut un grand soutien de l’État, en échange de quoi de nombreuses pièces socialistes y furent produites. Le théâtre reçoit l'ordre de Lénine, l'ordre du Drapeau rouge du Travail et l'ordre de la révolution d'Octobre.
C’est dans le cadre de l’école d’art dramatique qu’il avait créée que Stanislavski put mettre au point sa fameuse méthode, qui allait définitivement renouveler la formation – et la pratique – du comédien. C’est cette méthode, un peu modifiée, qui sera à la base de la création de l’Actors Studio.
Le 7 septembre 1970, on confie la direction du théâtre d’art de Moscou à Oleg Efremov. Ce dernier se retrouve face à un problème. Le nombre d'acteurs est trop grand et beaucoup ne montent plus sur scène depuis des années, mais paradoxalement, parmi eux trop peu sont prêts à partager sa conception artistique. Alors, il fait appel à ses anciens collègues du théâtre Sovremennik, comme Innokenti Smoktounovski, Evgueni Evstigneïev, Aleksandr Kaliaguine et d'autres. Ainsi, au début des années 1980, les effectifs atteignent quelque deux cents personnes et ne sont pratiquement plus gérables. La crise est éminente et aboutit à la scission de la troupe en 1987. La troupe qui existe toujours sous le nom historique de MKhAT de Maxime Gorki est reprise alors par Tatiana Doronina et s'installe dans le bâtiment au no 22 du Boulevard Tverskoï construit en 1973. Oleg Efremov quant à lui, continue avec la troupe de Théâtre d'art Anton Tchekhov qui se produit toujours au no 3 de Kamergersky Pereulok. Cette troupe, à la mort de Efremov en 2000, sera dirigée par Oleg Tabakov.

## Créations
- 1899 : Oncle Vania d'Anton Tchekov, l'adaptation de Constantin Stanislavski et Vladimir Nemirovitch-Dantchenko, avec Vassili Loujski (Serebriakov), Olga Tchekhova (Elena Andreïevna), Maria Lilina (ru) (Sonia), Constantin Stanislavski (Astrov)
- 1901 : Les Trois Sœurs d'Anton Tchekhov, l'adaptation de Constantin Stanislavski et Vladimir Nemirovitch-Dantchenko, avec Vassili Loujski (Andreï), Margarita Savitskaïa (ru) (Olga), Olga Tchekhova (Macha), Maria Andreïeva (Irina), Maria Lilina (Natacha), Konstantin Stanislavski (Alexandre Verchinine), Vsevolod Meyerhold/Vassili Katchalov (von Touzenbach), Mikhaïl Gromov (Vassili Saliony), Alexandre Artiom (ru) (Tcheboutykine)
- 1904 : La Cerisaie d'Anton Tchekhov, l'adaptation de Constantin Stanislavski et Vladimir Nemirovitch-Dantchenko, avec Olga Tchekhova (Ranevskaïa), Constantin Stanislavski (Gaïev), Vassili Loujski (Firs), Vassili Katchalov (Petia Trofimov), Maria Lilina (Ania), Ivan Moskvine (Epikhodov)
- 1908 : L'Oiseau bleu de Maurice Maeterlinck, l'adaptation de Constantin Stanislavski, avec Alisa Koonen (Mytyl), Sofia Khalyutina (ru) (Tyltyl)
- 1911 : Hamlet de Shakespeare, l'adaptation de Constantin Stanislavski et Edward Gordon Craig, avec Vassili Katchalov (Hamlet), Olga Tchekhova (Gertrude), Nikolaï Massalitinov (ru) (Claudius)
- 1926 : Les Jours des Tourbine de Mikhaïl Boulgakov, l'adaptation de Constantin Stanislavski, avec Nikolaï Khmeliov (Alekseï Tourbine), Mikhaïl Yanchine (Lariossik), Mark Proudkine (Chervinski), Boris Dobronravov (Mychlaïevski)
- 1988 : Comédienne d'un certain âge pour jouer la femme de Dostoïevski d'Edvard Radzinsky, l'adaptation de Roman Viktiouk

## Lien connexe
- École-studio du Théâtre d'Art académique de Moscou